# リビー・ジャクソン
リビー・ジャクソン（Rebbie Jackson、1950年5月29日 - ）は、アメリカ合衆国の歌手。ジャクソン・ファミリーの長女で、弟の一人にマイケル・ジャクソン、妹の一人にジャネット・ジャクソンがいる。

## 略歴
1950年5月29日インディアナ州ゲーリーにジャクソン家の長女として生まれる。姉妹兄弟の中では一番目立たないが、その態度が評価され根強い人気もある。
フラットな歌声で知られ、それなりに評価も受けている。1984年のマイケルが手がけた楽曲「センティピード」（米24位）が有名。1998年に『ユアズ・フェイスフリー』を出したが、このアルバムで事実上歌手活動を引退した。
1991年、妹のラトーヤ・ジャクソンがジャクソン家の内部の暴露本『La Toya: Growing Up in the Jackson Family』を出版。その中で、リビーも父ジョセフ・ジャクソンに近親姦を行わされたと述べられたが、リビーはこれを否定した。
1968年11月30日、ナサニエル・ブラウンと結婚。娘にはステイシーとヤシがいる。息子のオースティンも音楽の道に進んでおり、2006年デビュー。
2003年に弟マイケルに性的虐待の疑惑が持ち上がった際は12月2日MSNBCの『The Abrams Report』に出演。この中でリビーは、ロサンゼルスの弁護士、グロリア・オーレッドがマイケルの子供たちを引き離すようサンタバーバラ郡児童福祉局へ申し立てた件に関して「彼女はジャクソン一家にはまともに子供を育てられる者はいないと発言したと聞きましたが、彼女にジャクソン一家を裁く権限などありません」と批判した。

## ディスコグラフィ

### アルバム
- 『センティピード』 - Centipede (1984年、CBS)
- 『リアクション』 - Reaction (1986年、CBS)
- 『アール・ユー・タフ・イナフ』 - R U Tuff Enuff (1988年、CBS)
- 『ユアズ・フェイスフリー』 - Yours Faithfully (1998年、MJJ Productions)

### シングル
- 「センティピード」 - "Centipede" (1984年)
- "A Fork in the Road" (1985年)
- "Reaction" (1986年)
- "You Send the Rain Away" (1987年)
- "Plaything" (1988年)
- "R U Tuff Enuff" (1988年)
- "2300 Jackson Street" (1989年) ※The Jacksons featuring Michael Jackson, Janet Jackson, Rebbie Jackson and Marlon Jackson名義
- "Yours Faithfully" (1998年)